# Orašje (kommun)
Kommunen Orašje (kroatiska: Grad Orašje, kyrillisk skrift: Град Орашје) är en kommun i kantonen Posavina i nordöstra Bosnien och Hercegovina. Kommunen hade 19 861 invånare vid folkräkningen år 2013, på en yta av 128,67 km².
Av kommunens befolkning är 87,33 % kroater, 10,15 % bosniaker, 0,79 % serber och 0,28 % bosnier (2013).